# Miramar (Costa Rica)
Miramar è un distretto della Costa Rica, capoluogo del cantone di Montes de Oro, nella provincia di Puntarenas.